# واين إس. إيوينغ
واين إس. إيوينغ (بالإنجليزية: Wayne S. Ewing)‏ هو سياسي أمريكي، ولد في 14 فبراير 1929 في الولايات المتحدة، وتوفي في 19 مارس 2010 في نفس البلد. حزبياً، نشط في الحزب الجمهوري. وقد انتخب عضو مجلس ولاية بنسيلفانيا.